# 's-Graventafelmolen
De  's-Graventafelmolen is een voormalige windmolen in het gehucht 's-Graventafel, behorend tot de in de West-Vlaamse gemeente Zonnebeke gelegen plaats Passendale. De molen lag aan de huidige Schipstraat.
De molen, van het type open standerdmolen, fungeerde als korenmolen en oliemolen.

## Geschiedenis
De sgraventafelmeulen bestond al in 1710. Een drama speelde zich af in 1848, toen een 4-jarig kind van de molenaar gedood werd door een molenwiek. Ook in 1899 werd een 4-jarig molenaarskind dodelijk door een wiek getroffen.
Op 20 oktober 1914, vlak voordat de Eerste Slag om Ieper losbarstte, moest het molenaarsgezin vluchten. Op 21 oktober werd de molen door de Duitsers in brand gestoken.
In het molenaarshuis werd een bunker gebouwd, welke in 2005 gedeeltelijk ontmanteld werd.
De molenaar begon na de oorlog een steenbakkerij, waar in 1921 een motor werd geïnstalleerd. Deze ging hij ook gebruiken om haver te pletten. Zo kwam een maalderij tot stand, en in 1924 werd de steenbakkerij afgestoten en leidde de molenaar weer een maalderij.